# Charlie Barnett
Charlie Barnett (Sarasota, 4 febbraio 1988) è un attore statunitense.
È famoso soprattutto per aver interpretato Peter Mills nella serie televisiva Chicago Fire  della NBC. Il suo debutto televisivo risale al 2010, interpretando un personaggio dallo stesso cognome, Chuck Mills, nella serie TV Law & Order - Unità vittime speciali. L'attore è celebre anche nei panni di John Diggle Jr. nell'ottava stagione della serie CW Arrow. 

## Biografia
Barnett è cresciuto su una barca a vela in Florida fino a quando aveva sette anni. Sua madre è una donna svedese ex mormone e suo padre è un costruttore di battelli del Minnesota. Ha scoperto il teatro quando aveva sei anni ed ha eseguito molte opere e musical. Barnett si è diplomato alla Booker High School ed ha preso parte al programma estivo del teatro musicale Carnegie Mellon. Dal 2012 al 2015 fa parte del cast della serie televisiva Chicago Fire. Dal 2019 interpreta John Diggle Jr. in Arrow.
Barnett è dichiaratamente gay.

## Filmografia

### Cinema
- Circus Camp, regia di Audrey Landers e Judy Landers (2006)
- Private Romeo, regia di Alan Brown (2011)
- Gayby, regia di Jonathan Lisecki (2012)
- Men in Black 3, regia di Barry Sonnenfeld (2012)
- The Happy Sad, regia di Rodney Evans (2013)
- The Stand In, regia di Jamie Babbit (2020)

### Televisione
- Law & Order - Unità vittime speciali (Law & Order: Special Victims Unit) - serie TV, episodio 12x09 (2010)
- Law & Order: Criminal Intent - serie TV, episodio 10x06 (2011)
- Chicago Fire - serie TV, 66 episodi (2012-2015)
- Apex  - serie TV, un episodio (2013)
- Chicago P.D. - serie TV, 4 episodi (2014-2015)
- Code Black - serie TV, 1 episodio (2016)
- Secrets and Lies - serie TV, 10 episodi (2016)
- Orange Is the New Black - serie TV, episodio 5x10 (2017)
- Valor - serie TV, 13 episodi (2017)
- Russian Doll - serie TV, 8 episodi (2019- in corso)
- Tales of the City – miniserie TV (2019)
- Arrow - serie TV, 4 episodi (2019-2020)
- You - serie TV, 6 episodi (2019)
- Special - serie TV, 3 episodi (2021)
- Ordinary Joe - serie TV, 13 episodi (2021-2022)
- The Acolyte - La seguace (The Acolyte) – serie TV (2024)

## Doppiatori italiani
Nelle versioni in italiano delle opere in cui ha recitato, Charlie Barnett è stato doppiato da:
- Lorenzo De Angelis in Chicago Fire, Chicago P.D.
- Emanuele Ruzza in Valor, Russian Doll
- Flavio Aquilone in Law & Order - Unità vittime speciali
- Stefano Brusa in Law & Order: Criminal Intent
- Massimo Triggiani in Secrets and Lies
- Manuel Meli in Orange Is the New Black
- Stefano Macchi in Code Black
- Federico Viola in Tales of the City
- Stefano Dori in You
- Paolo Vivio in Ordinary Joe
- Alessandro Campaiola in The Acolyte - La seguace